# كيفن بارنز (مغني)
كيفن بارنز (بالإنجليزية: Kevin Barnes)‏ هو مغني أمريكي، ولد في 30 مايو 1974.

## وصلات خارجية
- كيفن بارنز على موقع IMDb (الإنجليزية)
- كيفن بارنز على موقع ميوزك برينز (الإنجليزية)
- كيفن بارنز على موقع أول ميوزيك (الإنجليزية)
- كيفن بارنز على موقع ديسكوغز (الإنجليزية)